# ルイ＝ルネ＝エドゥアール・ド・ロアン＝ゲメネー
ルイ＝ルネ＝エドゥアール・ド・ロアン（Louis René Édouard de Rohan, 1734年9月25日 - 1803年2月16日）は、フランス王国の聖職者。ストラスブールの枢機卿。

## 生涯
ロアン＝ゲメネ公家の一員として、パリに生まれる。同家は1704年以来ストラスブールの司教職を世襲しており、1760年に聖職に就くとすぐに、叔父であるコンスタンティーヌ・ド・ロアン司教の助手となる。さらに、エジプトのカノープスの司教の名義を取得している。また、1761年には、アカデミー・フランセーズの会員にも選出された。
当時、デギュイヨン公はオーストリアとの同盟に反対する政治的一派を率いていたが、ロアンはこれに参加し、1772年にはプロイセンおよびロシアとオーストリアが行っていたポーランド分割に関する情報を収集するため、ウィーンの大使館に派遣された。しかしその派手な生活態度が、マリア・テレジアの反感を買うこととなった。
1774年のルイ15世の逝去後は、ウィーンから召喚され、新たな役職に就くことはできなかった。しかし、その一族の影響力は大きく、1777年には聖ヴァースト修道院長に、そして1778年にはポーランド王スタニスワフ・ポニャトフスキの指名で枢機卿に就任した。さらに、1779年には叔父のあとを継ぎストラスブールの司教に就くとともに、ノワールムティエおよびシェーズデューの修道院長にもなった。ただ、聖職としての義務よりも華やかな暮らしを好み、生活の主要な拠点はパリにあった。
当時フランスでは国家財政の破綻が目前となり、財政改革が焦眉の急となっていたが、テュルゴーの失敗ののち就任したネッケルもこれを解決することができず、カロンヌ、ロメニー・ド・ブリエンヌが相次いで財務総監に就任していた。ロアンはこれらの機会に自らの財務総監就任を狙っていたが、ウィーン時代の生活態度から王妃マリー・アントワネットとの関係が疎遠であり、その関係の改善が財務総監への道を開くと思われていた。それを利用され、1785年の首飾り事件では首飾りを購入するための保証を与えたばかりか、宮殿内でミサの直前に事件の首謀者の一人として逮捕された。高等法院による裁判では計画の関与は否定されて無罪となり、王妃マリー・アントワネットへの勝利者として大衆の熱狂的支持を得るが、国王ルイ16世はロアンを国外追放処分とした。
もっとも、その処分は一時的なもので、すぐにストラスブールへは戻ることができ、事件後も続いた人気から、1789年には三部会の議員に第二身分の代表として選出された。しかしその議席を拒否し、さらに1791年には聖職者基本法への宣誓を拒否して、教区のドイツ側であるエッテンハイムへと出国する。その後は、私財を用いて宣誓拒否僧侶の出国支援を行った。1801年に、ストラスブール司教を退任し、公職からも退いた。1803年2月17日に、エッテンハイムで亡くなった。
| 前任 ジョゼフ・セギー | アカデミー・フランセーズ 席次36 第7代：1761年 - 1803年 | 後任 ジャン・ドヴェーヌ |